# Chích ô liu miền đông
Chích ô liu miền đông, tên khoa học Iduna opaca, là một loài chim trong họ Acrocephalidae.